# Saša Ognenovski
Saša Ognenovski (en macedonio: Саша Огненовски, romanizado: Saša Ognenovski; Melbourne, Australia, 3 de abril de 1979) es un exfutbolista y entrenador de fútbol de Australia que jugaba en la posición de defensa central. Actualmente es entrenador asistente del Preston Lions FC.

## Carrera

### Club
| Periodo   | Club                     | Apariciones | Goles |
| --------- | ------------------------ | ----------- | ----- |
| 1997-2000 | Preston Lions FC         | 88          | 8     |
| 2000–2002 | Melbourne Knights        | 51          | 0     |
| 2002–2003 | Panachaiki FC            | 2           | 0     |
| 2003–2004 | Preston Lions FC         | 26          | 5     |
| 2005      | Fawkner-Whittlesea Blues | 16          | 2     |
| 2006–2008 | Queensland Roar          | 38          | 2     |
| 2008–2009 | Adelaide United          | 23          | 3     |
| 2009–2012 | Seongnam Ilhwa Chunma    | 80          | 9     |
| 2012–2014 | Umm-Salal SC             | 29          | 1     |
| 2014–2015 | Sydney FC                | 16          | 3     |
| 2017–2018 | Preston Lions FC         | 2           | 0     |
| 2022      | Preston Lions FC         | 6           | 0     |

### Selección nacional
Jugó para Australia en 22 ocasiones de 2010 a 2013 y anotó un gol en la victoria por 6-0 ante Uzbekistán el 25 de enero de 2011 en Doha por la Copa Asiática 2011.

## Logros

### Club
- AFC Champions League: 2010
- Korean FA Cup: 2011

### Individual
- Futbolista del Año de la AFC: 2010
- Mejor jugador de la AFC Champions League: 2010
- Equipo Ideal de la K-League: 2010